# Friedrich von Romberg
Johann Bernhard Friedrich von Romberg (seit 1784 Freiherr) (* 5. August 1729 in Hemer; † 1819 in Brüssel) war Transportunternehmer, Bankier, Manufakturbesitzer und Reeder. Er war nicht zuletzt im transatlantischen Sklavenhandel tätig.

## Leben

### Familie
Sein Vater Johann Bernhard von Romberg war Holzrichter in Sundwig. Nach einigen Autoren war dieser Johann Bernhard von Romberg ein anerkannter unehelicher Sohn („bâtard“) von Freiherr Friedrich-Wienhold von Romberg zu Edelburg-Bredenol-Fronsberg († 1727 in Hemer). Angeblich wurde Johann Bernhard nach zeitgenössischen Angaben 105 Jahre alt und starb am 24. Januar 1779. Das Amt des Holzrichters übte auch Friedrichs Bruder Karl aus. Die Mutter war Elisabeth (geb. Habich, aus Schwerte) gestorben in Hemer den 16. Juni 1781.
Friedrich von Romberg selbst heiratete in erster Ehe in Brüssel am 1. Juli 1759 Sophie von Huyssen. Diese wurde am 27. Oktober 1735 in Hessen geboren und starb am 15. März 1785 in Brüssel. Sie war eine Tochter des Freiherrn Heinrich von Huyssen und seiner Ehefrau Maria-Christina (geborene von Aussem). Er heiratete in zweiter Ehe am 7. Prairial des Jahres VII. des französischen Revolutionskalenders (1799) Marie-Thérèse Buot.
Der ersten Ehe entstammten fünf Kinder. Darunter war François-Frédéric Baron de Romberg. Dieser wurde in Löwen am 17. Januar 1760 geboren, heiratete am 21. Juni 1786 in Machelen Sint-Gertrudis Joanna-Maria Plasschaert und starb am 10. Juli 1809 in Enns.

### Wirtschaftlicher Aufstieg
Romberg absolvierte eine kaufmännische Ausbildung bei der Großhandelsfirma Kissing in Iserlohn und setzte diese bei der Firma Schüle in Augsburg fort. Er lebte seit 1756 in Brüssel. Zu Beginn handelte er vornehmlich mit Textilien aus Schlesien und Sachsen. Dabei arbeitete er mit seinem Bruder zusammen.
Später hat sich vermehrt als Transportunternehmer betätigt und war als solcher sehr erfolgreich. Er war insbesondere auch im Transportgeschäft zwischen den österreichischen Niederlanden und Wien beschäftigt. Er hatte aber auch Geschäftsbeziehungen in verschiedene Regionen des Alten Reiches, in die Schweiz und Italien. Romberg verfügte über hervorragende Beziehungen zu den in Brüssel residierenden Ministern der österreichischen Verwaltung. Daher erhielt er günstige Zolltarife für die von ihm bediente Transitstrecke zwischen Ostende und Neapel mit Filialen in Löwen, Nancy und Lindau. Um 1780 setzte sein Transportunternehmen als Zugtiere immerhin bis zu 200 Pferde ein. Während des Amerikanischen Unabhängigkeitskrieges begann sich Romberg auch als Reeder zu engagieren. Er ließ seine Schiffe dabei unter der neutralen kaiserlichen Flagge von Ostende auslaufen. Anlässlich eines Besuchs von Kaiser Joseph II. 1781 konnte Romberg auf eine Flotte von 94 Schiffen hinweisen. Er belieferte insbesondere die französischen Werften in Brest und Cherbourg mit 3000 Masten und zahlreichen weiteren Materialien für den Schiffbau. Im Jahr 1779 hat er erhebliche Summen für den nach einem Brand notwendigen Wiederaufbau von Hemer gespendet und in Brüssel eine Geldsammlung zu Gunsten seiner Heimatstadt veranstaltet. Wohl für diese Verdienste wurde in Hemer eine Straße nach ihm benannt.

### Ausweitung der Geschäftstätigkeit
Er weitete daraufhin seine Geschäftstätigkeit auf verschiedene Geschäftsfelder und Standorte aus. In Ostende bestand die von seinem ältesten Sohn Frederick geführte Firma Frederick Romberg fils & Ricour. In Brügge betrieb er eine Seeversicherung. In Gent bestand das Unternehmen Romberg & Cie. Dieses war auf den Sklavenhandel von Afrika nach Santo Domingo und Kuba spezialisiert. In Brüssel bestand eine von dem jüngeren Sohn Henry betriebene Produktion von Textilien. Diese produzierte vorwiegend für das Sklavengeschäft. In seiner Heimatregion war Friedrich Romberg zusammen mit seinem Bruder und Johann Theodor Lürmann (1737–1788) maßgeblich an der Gründung und am Betrieb der Textilbleiche in Stephanopel beteiligt. Romberg&Cie bezog in den 1780er Jahren Garn und Wolle von dem Iserlohner Handelshaus Rupe und war für diesen auch als Transportunternehmer tätig. Romberg mit guten Verbindungen zum Intendanten im Hennegau und dem Hof in Wien war auch als Bankier tätig. Er lieferte an die Münze in Brüssel zwischen 1782 und 1785 zahlreiche Silberpesos und -barren. Im Jahr 1784 wurde er von Joseph II. zum Reichsritter ernannt.

### Engagement im Sklavenhandel

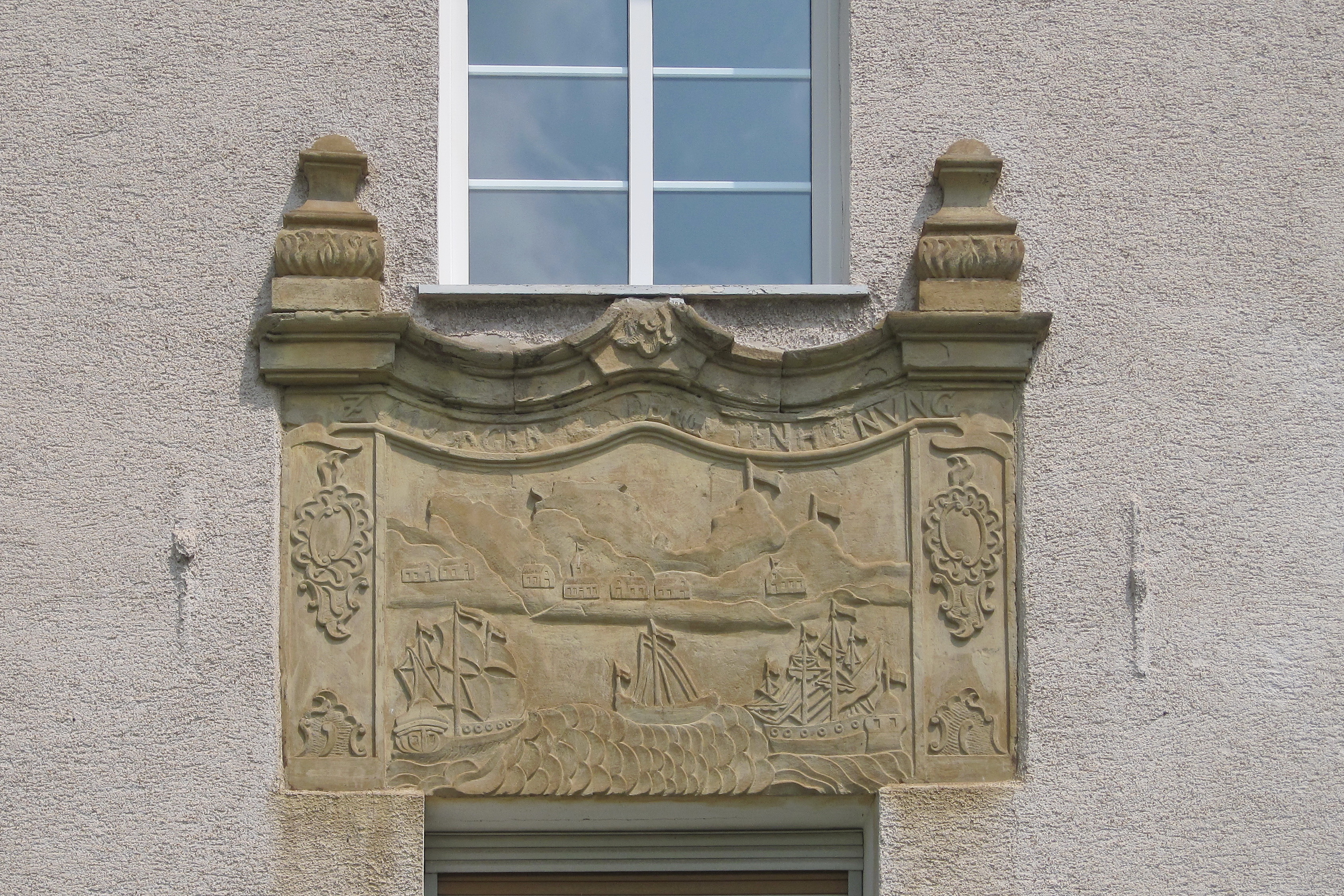
Relief am Türsturz am Kontor-/Herrenhaus in Stephanopel

Zusammen mit den Bankhaus der Gebrüder Walckiers aus Brüssel und seinem ehemaligen Angestellten Georg Christoph Bapst gründete Friedrich Romberg 1783 die Firma Romberg, Bapts&Cie mit Sitz in Bordeaux für den Sklavenhandel. Das operative Geschäft wurde dabei im Wesentlichen von Henry Romberg und Bapst übernommen. Nach dem Tod des jungen Rombergs lag es in den Händen von Bapst. Das Anfangskapital betrug 600.000 Livres. Dies war deutlich mehr als entsprechenden Unternehmen im ebenfalls stark im Sklavengeschäft involvierten Nantes.
Das Unternehmen stieg durch die Konjunktur in der westindischen Plantagenwirtschaft innerhalb weniger Jahre zur größten Sklavenhandelsfirma in Bordeaux auf. Bis 1791 schickte das Unternehmen mindestens ein Dutzend Sklavenschiffe aus. Allein zwischen 1787 und 1789 rüstete es sieben Schiffe aus und war damit die viertgrößte Reederei in Bordeaux. Die Kapitäne der Schiffe kauften vor allem an der Küste des heutigen Mosambik jeweils etwa 300 Sklaven. Diese wurden dann in der Karibik verkauft. Am Türsturz über dem Haupteingang des Kontorhauses in Stephanopel ist noch ein Relief zu sehen, das Schiffe bei der Umrundung des Kaps der guten Hoffnung auf den Weg nach Amerika zeigt. Hinzu kam ein direktes wirtschaftliches Engagement in der Karibik selbst. Die Firma Romberg, Bapts&Cie verwaltete bis 1790 in Santo Domingo etwa 20 Plantagen für Indigo und Baumwolle. Einige davon wurden auch käuflich erworben. Des Weiteren versorgte sie die Inseln mit europäischen Waren und brachte die Produkte der Plantagen nach Europa, diese wurden teilweise von den familieneigenen Textilunternehmen weiterverarbeitet.
Bis zu Beginn der 1790er Jahre stieg die Zahl der Teilhaber auf 21 an. Das Kapital betrug die damals außerordentlich hohe Summe von 2,2 Millionen Livres. Die Einlage von 200.000 Livre stammte von Johann Jakob Bethmann. Das Unternehmen brach im Zuge der französischen Revolution und der Revolution in Haiti im Jahr 1793 zusammen. Es hatten aber schon zuvor wirtschaftliche Schwierigkeiten bestanden, da die Plantagenbesitzer häufig nicht die vereinbarte Menge von Gütern zur Bezahlung der Sklaven lieferten. Damit verbunden war eine Erschütterung der Finanzmärkte. Die Bankiersfamilie Bethmann etwa verlor Kapital im Wert von über eine Million Livres. Romberg konnte beim Zusammenbruch des Unternehmens ein beträchtliches Vermögen retten. Er investierte dies Kapital in den Kauf von Landgütern und Häusern in Paris, die ehemals Adeligen oder der Kirche gehört hatten.

## Autobiografie
Romberg schrieb in französischer Sprache eine Autobiografie (Mémoire des faits de Frédéric de Romberg, Brüssel, Dezember 1810). Das Manuskript wird in der belgischen königlichen Bibliothek in Brüssel aufbewahrt.